# Amélie von Soden
Amélie Charlotte von Soden, geborene Freiin Hugo von Spitzemberg (* 25. Mai 1869 in Stuttgart; † 21. Februar 1953 in Überlingen) war eine deutsche Politikerin der Deutschen Zentrumspartei. Im Jahr 1919 war sie eines der wenigen weiblichen Mitglieder der Verfassunggebenden Versammlung im neu entstandenen Volksstaat Württemberg.

## Leben
Amélie Freiin von Spitzemberg entstammte dem lothringischen Adelsgeschlecht Spitzemberg. Ihr Vater Wilhelm Freiherr Hugo von Spitzemberg (1826–1888) war als Generaladjutant beim württembergischen König Karl I. tätig und Ehrenbürger von Cannstatt. Die Familie ihrer Mutter Maria, eine geborene Freiin von Herman, lebte auf Schloss Wain in Wain.
Am 8. Januar 1890 heiratete Amélie von Spitzemberg in Stuttgart den Militär Franz von Soden (1856–1945), einen Sohn des (genau wie ihr Vater) für den König tätigen Kammerherren, Wirklichen Geheimen Rates und Präsidenten des Verwaltungsgerichtshofs in Stuttgart, Alfred Karl August von Soden-Fraunhofen (1826–1894). Aus dieser Ehe gingen in den Jahren zwischen 1890 und 1905 fünf Töchter hervor.
Amélie Freifrau von Soden engagierte sich ehrenamtlich in den Bereichen Caritas und Bildung. Im Jahr 1913 trat sie als Nachfolgerin ihrer verstorbenen Schwiegermutter Emilie von Soden (1835–1913) das Amt der Präsidentin des Elisabethvereins an und leitete gleichzeitig den Mädchenschutzverein. Zu Beginn des Ersten Weltkriegs half sie 1914 aktiv bei der Versorgung verwundeter Soldaten. Im Jahr 1917 gehörte sie dem Gründungsvorstand des Katholischen Deutschen Frauenbundes (KDF) in Stuttgart an.
Auch nachdem ihr Ehemann nach dem Ersten Weltkrieg Anfang 1919 als hochdekorierter General der Infanterie in den Ruhestand gegangen war, blieb Amélie von Soden politisch und ehrenamtlich aktiv. Als Mitglied der Deutschen Zentrumspartei (ZENTRUM) wurde sie im Alter von 49 Jahren am 12. Januar 1919 als eine von 13 Frauen in die 150 Sitze umfassende Verfassunggebende Versammlung von Württemberg gewählt. Ihre politische Laufbahn währte nur jedoch wenige Monate. Am 2. Juni 1919 schied sie aus persönlichen Gründen aus diesem Gremium aus; als Nachrücker folgte ihr Eugen Feil am 19. Juli 1919 nach.
Bei der Vorbereitung des Deutschen Katholikentages im August 1925 in Stuttgart war von Soden stellvertretende Vorsitzende des Vorbereitungskomitees.
Zuletzt lebte das Ehepaar von Soden in Überlingen, wo Franz von Soden Ende 1945 starb. Amélie von Soden überlebte ihren Ehemann um sieben Jahre. Sie starb im Februar 1953 im Alter von 83 Jahren in Überlingen.

## Familie
Der jüngere Bruder ihres Vaters, Carl Freiherr von Spitzemberg (1826–1880), war als württembergischer Gesandter am preußischen Königshof in Berlin tätig und mit der Salonière Hildegard Freiin von Varnbüler verheiratet. Ihre Großeltern väterlicherseits waren der königlich-württembergische Oberst-Kammerherr, Generalleutnant und Hofjägermeister Franz Xaver Freiherr von Spitzemberg und Elisabeth von Massenbach.
Ihre Töchter waren Maria (* 1890), Irmgard (* 1892), Gisela (* 1895), Elisabeth (* 1901) und Mechthilde von Soden (* 1908). Ihr Enkel Meinrad Freiherr von Ow, der Sohn ihrer Tochter Gisela aus deren Ehe mit Hartmann Freiherr von Ow-Wachendorf (1888–1969), vermachte dem Landesarchiv Baden-Württemberg große Teile des Familien-Nachlasses.